# گای دمل
گای رولان دمل (به فرانسوی: Guy Roland Demel) زادهٔ (۱۳ ژوئن ۱۹۸۱ در اورسی، فرانسه) یک فوتبالیست تیم ملی فوتبال ساحل عاج و باشگاه فوتبال وستهام یونایتد است و نقش مدافع را بازی می‌کند. او می‌تواند در نقش‌های مختلف از جمله مدافع پشت راست، مدافع پشت مرکز، و هافبک راست بازی‌کند.